# Метлицкий, Борис Григорьевич
Бори́с Григо́рьевич Метли́цкий (1919—1995) — советский и российский писатель-краевед, историк, журналист, коллекционер, популяризатор петербургской истории, член Союза журналистов, заслуженный работник культуры Российской Федерации.

## Биография
Родился 10 сентября 1919 года в Петрограде в семье железнодорожника Григория Антоновича (1892—1937) и Аделаиды Ивановны (1896—1971) Метлицких. Отец Бориса в 1930-х годах занимал должность начальника 2-го отделения пассажирской службы Ленинград-Московской линии Октябрьской железной дороги, пока в сентябре 1937 года не был репрессирован. Борис, только что окончивший среднюю школу и поступивший в Ленинградский институт инженеров железнодорожного транспорта, был отчислен из вуза как сын «врага народа». Вместе с матерью они были высланы в село Емецк Архангельской области. Незадолго до Великой Отечественной войны им разрешили перебраться в Великие Луки, откуда они одним из последних эшелонов успели эвакуироваться в город Маркс в Поволжье.
Вернувшись после войны в Великие Луки, Б. Метлицкий стал работать нештатным корреспондентом местной газеты «Великолукская правда». Однако в конце 1940-х годов его вместе с матерью снова выслали, на этот раз в село Боровское Кустанайской области.
Окончательно семья вернулась в Ленинград в 1955 году. С этого же года Б. Г. Метлицкий стал работать нештатным корреспондентом главной городской газеты — «Ленинградская правда». В 1968 году был принят в штат газеты «Вечерний Ленинград» в качестве литературного сотрудника отдела литературы и искусства. Работая в этой газете, Б. Метлицкий создал и долгое время вёл на её страницах раздел «Панорама», посвящённый вопросам городской истории, этнографии, краеведения.
На протяжении многих лет Борис Метлицкий работал в газете «Ленинградская правда», а с 1991 года — в воссозданных на её базе «Санкт-Петербургских ведомостях». 11 июля 1980 года он встал у истоков известной в Северной столице газетной рубрики «Пулковский меридиан», явившейся логическим продолжением «Панорамы». На этой странице регулярно публиковались уникальные исторические документы, впервые извлечённые из архивов, результаты серьёзных исследований, восполняющих белые пятна петербургского прошлого. Так, Борис Григорьевич, работая над старыми документами, чертежами и фотографиями, смог установить авторство Джакомо Кваренги в строительстве Литовского рынка в Петербурге. В обновлённой газете рубрика была переименована в «Наследие», и Борис Метлицкий продолжал вести её до своей кончины осенью 1995 года. Нередко опубликованные в «Наследии» статьи становились затем основой для солидных печатных трудов.
Борис Метлицкий с юношеских лет увлекался коллекционированием грампластинок. Ранние экземпляры коллекции из-за нескольких ссылок не уцелели, но после 1955 года, когда ничто уже не мешало её пополнять, Б. Г. Метлицким был собран богатый музыкальный материал (более 10 тысяч единиц хранения), отражающий историю Ленинграда — Петербурга в грамзаписи. А сохранённые им уникальные фонодокументы периода ленинградской блокады показывают героизм защитников города, в том числе и деятелей культуры.
В 1989—1990 годах он вёл на 1-м канале Центрального телевидения популярную передачу «Это было, было...», в которой использовал материалы своего музыкального собрания, выступал на радио с рассказами об именитых или забытых певцах.
7 декабря 1995 года вышел указ президента России о присвоении Б. Метлицкому почётного звания «Заслуженный работник культуры Российской Федерации» за заслуги в области культуры и многолетнюю плодотворную работу. Однако указ уже не застал журналиста в живых: Борис Григорьевич Метлицкий умер 13 ноября 1995 на 77-м году жизни. Похоронен на Ново-Волковском кладбище.

## Адрес в Санкт-Петербурге
- улица Достоевского[13]